# Мордехај Анјелевич
Мордехај Анјелевич (пољ. Mordechai Anielewicz, 1919 − 8. мај 1943) био је један од вођа покрета отпора Јевреја у Пољској у Другом светском рату.

## Живот и рад
Мордехај је још пре рата био члан јеврејске омладинске организације Млада гарда (јид. Ha-Shomer ha-Tzair). После формирања Јеврејске борбене организације (пољ. Żydowska Organizacja Bojowa), новембра 1942, постао је командант њеног штаба. Погинуо је у борби против Немаца у варшавском гету, 8. маја 1943.